# Lu Qianyi
Lu Qianyi (chinois : 鹿虔扆 ; chinois traditionnel : 鹿虔扆 ; pinyin : Lù Qiányì ; Wade : Lu Ch'ienyi) est une figure politique de la période des Cinq Dynasties, ayant servi à des postes militaires élevés. En plus de sa carrière politique, il a également laissé des poèmes qui ont été compilés dans des anthologies classiques, notamment dans le Recueil parmi les fleurs ((花间集, Huajian Ji).

## Biographie
Peu d’informations existent au sujet Lu Qianyi; l’année de sa naissance et de sa mort ainsi que son nom de courtoisie sont inconnus. Il est entendu que c’est un poète de la période des Cinq dynasties.
Dans sa jeunesse, il étudie la poésie ancienne. Par la suite, il devient diplômé de l’examen impérial (jinshi, érudit) sous la dynastie du Shu postérieur.
Lu Qianyi occupe plusieurs postes officiels, et pendant la période Guangzheng (environ 938–950), il sert en tant que gouverneur militaire de Yongtai, puis promu au titre de grand commandant de la garde impériale et enfin, il est nommé au poste élevé de grand protecteur (太保), ce qui lui vaut le surnom de Lu Taibao (鹿太保) (littéralement grand protecteur Lu).
Il fait partie, avec Ouyang Jiong, Han Chong, Yan Xuan, Mao Wenxi, des poètes célèbres pour leur maîtrise des poèmes lyriques (ci), au service du dernier souverain de Shu postérieur, Meng Chang (en) (r. 934-965),. Il a été écrit que ceux qui les détestent les surnomment « les Cinq Fantômes», mais cette affirmation semble contestée aujourd’hui.
Après la chute du royaume du Shu postérieur, Lu Qianyi cesse de servir dans l’administration et n’occupe plus de fonction officielle jusqu’à la fin de sa vie.

## Poésie

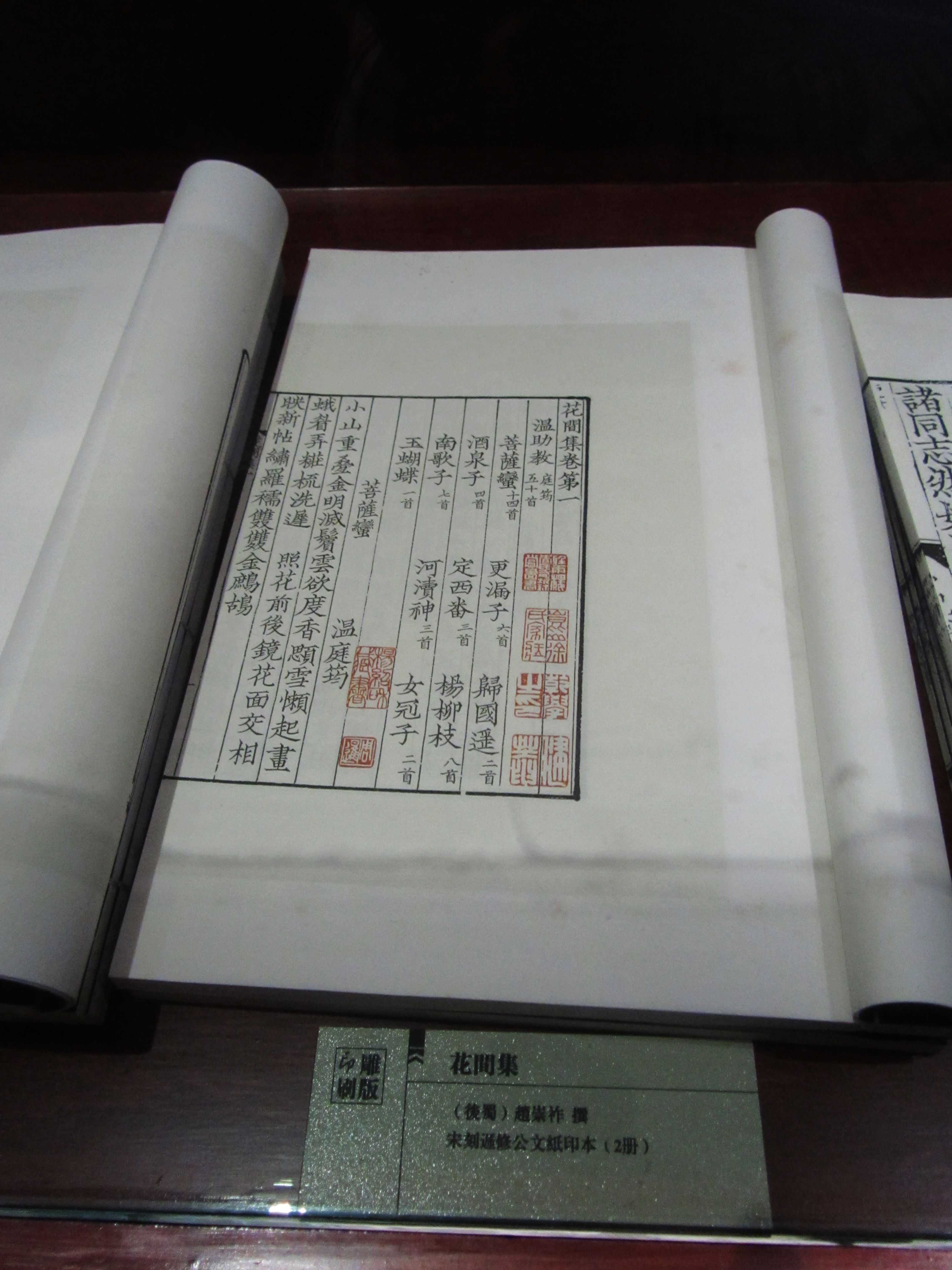
Recueil parmi les fleurs
花间集 (Huajian ji)

Lu Qianyi fait partie du groupe des poètes floraux et il appartient à l’école poétique Parmi les fleurs. Ses vers, empreints de mélancolie et de regrets, sont élégants et clairs, avec peu de tendances à l’ornementation excessive. Son style est proche de celui de Wei Zhuang. Il écrit beaucoup de poèmes à chanter ci, mais, il n’y en a que six ont été sélectionnés dans la célèbre anthologie de poésie ci des Cinq Dynasties, le Recueil parmi les fleurs (花间集, Huajian Ji), p. 215.

### Poème
Son poème probablement le plus célèbre est celui ci-dessous,. C’est un poème empreint de mélancolie où les sentiments se mêlent aux éléments de la nature.

#### Derrière les lourdes portes aux verrous d’or(金鎖重)
| Chinois 金鎖重門荒苑靜, 綺窗愁對秋空。 翠華一去寂無蹤, 玉樓歌吹, 聲斷已隨風。 | Traduction libre Derrière les lourdes portes aux verrous d’or, le jardin désolé est désert et silencieux. Par la fenêtre je contemple tristement le ciel d’automne. Le cortège impérial parti, aucune trace ne subsiste, Dans le pavillon de jade, les chants et la musique, Se sont tus emportés par le vent. |
| 煙月不知人事改, 夜闌還照深宮。 藕花相向野塘中, 暗傷亡國, 清露泣香紅。         | La lune brumeuse ignore que les choses ont changé. Dans la nuit tardive, elle éclaire encore le palais endormi. Les fleurs de lotus se font face dans l’étang sauvage, Une douleur secrète pour un royaume perdu, La rosée limpide pleure sur les fleurs odorantes écarlates.                                  |